# Cidaria ochreata
Cidaria ochreata är en fjärilsart som beskrevs av Otto Staudinger 1896. Cidaria ochreata ingår i släktet Cidaria och familjen mätare. Inga underarter finns listade i Catalogue of Life.